# Брюск, Николя
Никола́ Брюск (фр. Nicolas Brusque, родился 7 августа 1976 в По) — французский регбист, игравший на позиции фуллбэка (замыкающего).

## Карьера
За свою карьеру выступал в командах «Сексьон Палуаз» и «Биарриц Олимпик», с последней трижды выигрывал чемпионат Франции. В составе сборной Франции на чемпионате мира 1999 года завоевал серебряные медали, на чемпионате мира 2003 года занял 4-е место.